# IC 4913
IC 4913 ist eine elliptische Galaxie vom Hubble-Typ E-S0 im Sternbild Schütze auf der Ekliptik. Sie ist schätzungsweise 162 Millionen Lichtjahre von der Milchstraße entfernt und hat einen Durchmesser von etwa 50.000 Lichtjahren.
Das Objekt wurde am 6. Juli 1897 vom US-amerikanischen Astronomen Lewis Swift entdeckt.